# El Manantial S.A. de C.V.
El Manantial, S.A. de C.V., también conocida como Refrescos El Manantial, es una compañía refresquera mexicana fundada en 1880 en El Rosario, Sinaloa por Don Ángel Solorza González. Su producto principal es un refresco de sabor vainilla llamado Toni-Col.

## Historia
La historia de la compañía refresquera El Manantial, S.A. de C.V. nace en El Rosario, Sinaloa en 1880, donde existía un auge derivado de la actividad del pueblo. El Rosario, era el pueblo más próspero del noroeste de México. Dentro de esta vorágine de desarrollo, había en esta población dos pequeñas embotelladoras de refrescos: La Eureka y la Azteca. La primera, propiedad de Antonio Espinoza de los Monteros, se encontraba en el interior de la botica “Sinaloense” y elaboraba refrescos de sabores, entre los cuales se encontraba la especialidad de la casa: una bebida de frutas con un toque especial de vainilla denominada por el dueño de esta fábrica: “Tony Co.”, nombre que se deriva del diminutivo de Antonio “Tony” y “Co.”, abreviación inglesa del nobre de la compañía. La Azteca, por su parte, también se dedicaba a la elaboración de diferentes refrescos de sabores y era propiedad de Don Enrique Castañeda.
- Datos: Q5822376